# Nederlandse tijd in België
De Nederlandse periode was in de vroegere geschiedschrijving van België het tijdvak 1815-1830. In deze tijd maakten de Zuidelijke Nederlanden deel uit van het Verenigd Koninkrijk der Nederlanden. De Nederlandse tijd werd voorafgegaan door de Franse tijd en eindigde met de Belgische Revolutie.

## Ontstaan Verenigd Koninkrijk der Nederlanden
Na de Napoleontische oorlogen was er nood aan een sterke bufferstaat ten noorden van Frankrijk. In 1814 werd door het Verdrag van Parijs beslist dat de Noordelijke en Zuidelijke Nederlanden herenigd zouden worden in één staat. Dit werd een jaar later bevestigd door het Congres van Wenen.

## Heropleving der Zuidelijke Nederlanden
Op economisch gebied ondergingen de Zuidelijke Nederlanden een metamorfose: voortaan afgesloten van de Franse markt verminderde de 'continentale' handel met Frankrijk maar de heropening van de Schelde en het Oost-Indische afzetgebied deden de totale economie exponentieel toenemen. Gent was op het einde van de jaren 1820 dé textielhoofdstad van het Europese continent met 30.000 arbeiders. Bovendien kreeg de stad in 1827 een rechtstreekse verbinding met de Noordzee door het Kanaal Gent-Terneuzen. Het havenverkeer in Antwerpen was gestegen van 585 schepen en 65.000 ton in 1819 tot 1.028 schepen en 129.000 ton in 1829.
Op algemeen economisch gebied richtte koning Willem I de Algemeene Nederlandsche Maatschappij ter begunstiging van de Volksvlijt op (de latere Generale Maatschappij) als Zuid-Nederlandse tegenhanger van de Bank van Amsterdam. Deze maatschappij zou als openbare kredietverlener de economie een ware stimulans geven en voor meer dan 150 jaar de economische én politieke geschiedenis van België mee gestalte geven.
Op cultureel gebied concentreerden Willems inspanningen zich op de volksontwikkeling: in 1815 woonden er in het Zuiden 218.000 mensen die lezen noch schrijven konden, tegenover slechts 23.000 in het Noorden. Willem bouwde tijdens zijn 15-jarig bewind in het Zuiden 1.500 scholen waar lesgegeven werd in de volkstaal (dus Nederlands in de Vlaamstalige arrondissementen, ook in Brussel). Het aantal lagereschoolkinderen in de zuidelijke provincies verdubbelde van 150.000 tot 300.000. Verder opende de koning de universiteit in 1817 de universiteiten van Gent, Leuven en Luik.

## Groeiende spanningen
Koning Willem I slaagde er evenwel niet in om het - sinds 1585 langzaam ontstane - nationaal-godsdienstige antagonisme te overwinnen en een nieuw overkoepelend bewustzijn te scheppen tussen noordelijke en zuidelijke Nederlanders. In het Zuiden behield zijn regime alleen onder de grote zakenlui belangrijke steun en, in mindere mate, onder de antiklerikale intellectuelen. Kerkelijke en liberale grieven hadden de onvrede over de politieke achterstelling van het Zuiden zodanig aangewakkerd, dat al in 1829 een revolutie onvermijdelijk scheen. Dit kwam ook omdat de oppositie tijdens de vereniging, de revolutie, de Tiendaagse Veldtocht in 1831 en de (zogenaamde) afstand van Limburg en Luxemburg in 1839, de mentale kloof met de 'Hollanders' steeds opnieuw in het leven wist te roepen. Hierdoor ondervond het Belgische separatisme enkel geloofwaardige tegenstand bij de Zuid-Nederlandse orangisten; hetzelfde separatisme ondervond eerder aanwakkering vanwege het ondiplomatieke optreden van de koning.

## Revolutie
Een van de belangrijkste momenten in de revolutie vond plaats op 25 augustus 1830. In de Muntschouwburg in Brussel werd de opera De stomme van Portici (origineel een Franse opera, La Muette de Portici) opgevoerd. Tijdens deze opera braken er in Brussel relletjes uit. Het is een van de bekendste feiten uit deze revolutie.
Een ander feit waren de 3 x 4 W's die op muren werden geschilderd. De 12 letters stonden voor:
Wij willen Willem weg,
wilde Willem wijzer worden,
willen wij Willem weer.